# Seegefecht bei Hispaniola
Das Seegefecht bei Hispaniola (englisch: Action of 18 October 1782, französisch: Bataille d’Hispaniola) war ein Gefecht zwischen britischen und französischen Seestreitkräften am 17./18. Oktober 1782 bei der Insel Hispaniola.

## Vorgeschichte
Im Oktober 1782 waren die großen Seeoperationen in Westindien beendet (Amerikanischer Unabhängigkeitskrieg). Die britischen Seestreitkräfte hatten sich in ihren Stützpunkt auf Jamaika zurückgezogen. Die französisch-spanischen Seestreitkräfte waren daher nicht in der Lage diese zu bekämpfen, weshalb einige Linienschiffe nach Europa zurückkehrten, einige französische Schiffe Aktionen vor der nordamerikanischen Küste durchführten und die spanischen Kräfte sich nach Kuba zurückzogen. Die französische Marine behielt nur zwei Linienschiffe und einige Fregatten in der Region, die in der Kolonie Saint-Domingue (Hispaniola) stationiert waren.

## Gefecht
Das französische Linienschiff Scipion, unter dem Kommando von Nicolas Henri de Grimouard, und die Fregatte Sibylle, unter dem Kommando von Théobald René de Kergariou-Locmaria, hatten einen großen Geleitzug nach Frankreich vor der Ostküste von Hispaniola gesichert und waren nach Beendigung ihrer Mission auf dem Rückweg zu ihrem Heimathafen, als sie am 17. Oktober 1782 durch die beiden britischen Linienschiffe London mit 98 Kanonen, unter dem Kommando von James Kempthorne, und Torbay mit 74 Kanonen, unter dem Kommando von John Gidion, gesichtet wurden. Die britischen Schiffe nahmen die Verfolgung auf und konnten durch eine Flaute aufschließen. Nachdem man bisher nur Kugeln durch ihre jeweiligen Jagd- bzw. Heckkanonen auf einander gefeuert hatte, war die London um 20.30 Uhr in der Lage die Scipion anzugreifen. Infolge geschickter Navigation der Scipion und dadurch erreichter guter Schussposition konnte diese die London teils schwer beschädigen.
Die Sybille hielt sich derweil in sicherer Entfernung auf, da sie auf Grund ihrer geringeren Bewaffnung und Bauweise keine Change in einem Artillerieduell mit einem Linienschiff gehabt hätte und versuchte die Torbay wegzulocken. Deren Kommandant ließ sich aber darauf nicht ein und kehrte zum Gefecht zurück. Bevor die Torbay in das Gefecht eingreifen konnte, hatte die London aufgrund mangelnder Manövrierfähigkeit bereits das Feuer eingestellt. Da der Kommandant der Scipion nicht die Absicht hatte sich ein Gefecht mit zwei Linienschiffen zu liefern, drehte dieser um 22.30 Uhr nach Austausch von einigen Breitseiten mit der Torbay die längsseits der London lag, in Richtung Santo Domingo ab.
Da die Briten nicht gewillt waren die Franzosen entkommen zu lassen, behoben sie die Schäden auf der London und nahmen die Verfolgung der flüchtenden französischen Schiffe auf. Im Morgengrauen des Folgetages lief die Scipion in die Bucht von Samaná ein, wo sie Schutz zu finden hoffte. Während des Ankermanövers lief sie auf einen nicht in den Karten verzeichneten Felsen auf. Das Schiff schlug Leck und begann sofort zu sinken. Die Sybille, die nicht in die Bucht eingelaufen war und nicht darauf hoffen konnte die Scipion zu retten, indem sie gegen die beiden britischen Schiffe kämpfte, nahm Kurs auf Cap-Français und lief dort ein, ohne auf ein anderes Schiff zu treffen.

## Nachwirkungen
Auf französischer Seite wurde der Kommandant der Scipion, Nicolas Henri de Grimouard, trotz des Verlustes seines Schiffes durch König Ludwig XVI. zum Grafen ernannt, da er sich einem überlegenen britischen Verband zum Kampf gestellt hatte und erfolgreich entkommen war. Des Weiteren wurde durch den König ein Gemälde des Gefechtes bei dem Maler Auguste-Louis de Rossel de Cercy in Auftrag gegeben.
Auf britischer Seite wurde der Kommandant der London, James Kempthorne, vor ein Kriegsgericht gestellt, da es ihm nicht gelungen war die Scipion zu besiegen. Er wurde aber ehrenhaft von allen Anschuldigungen freigesprochen.